# Keflavík
Keflavik és una ciutat del sud-oest d'Islàndia, la segona més poblada després de Reykjavík. Està situada al nord-oest de la península de Reykjanes, a uns 40 quilòmetres de la capital. Pel port de la ciutat hi passa el paral·lel 64°N.

## Història
Fundada el segle xvi, Keflavík es desenvolupà gràcies a la pesca i la indústria alimentària associada. Posteriorment el motor de la seva economia passà a ser l'Aeroport Internacional de Keflavík, que és el principal de l'illa. Fou construït pels Estats Units durant la Segona Guerra Mundial, el camp d'aviació militar va servir d'abastiment i trànsit de dipòsit i després que en marxessin el 1947 passà a constituir una important base de l'OTAN el 1951 i durant tota la Guerra Freda.
Durant la Guerra Freda, l'Estació Aèria Naval Keflavik va tenir un paper important en el control de trànsit marítim i submarí dels mars de Noruega i Groenlàndia a l'oceà Atlàntic. Es van afegir Forces de les Forces Aèries dels Estats Units per proporcionar assistència radar, interceptar lluitador, reabasteciment en vol i rescat aeri/marítim. Després del col·lapse de la Unió Soviètica, però el paper de la base va ser posada en dubte. La base es va tancar oficialment el 30 de setembre de 2006, quan els Estats Units va retirar els 30 militars restants.
A Islàndia, Keflavík va ser reconegut com una rica font de músics durant els anys 1960 i 70 i, per tant, és també conegut com a bítlabærinn o "La ciutat Beatle".